# Galina Lihaciova
Galina Lihaciova (n. 15 iulie 1977, Sverdlovsk, RSFS Rusă, URSS) este o sportivă ce a reprezentat Rusia, medaliată olimpică. A participat la 2 ediții ale Jocurilor Olimpice (2006, 2010) în care a câștigat o medalie de bronz.